# Симфонія № 14 (Моцарт)
Симфонія № 14, ля мажор, KV 114 Вольфганга Амадея Моцарта була написана в 1771 році.
Структура:
1. Allegro moderato, 2/2
2. Andante, 3/4
3. Menuetto; Trio, 3/4
4. Molto allegro, 2/4

Склад оркестру:
2флейти, 2 гобої, 2 валторни, струнні.

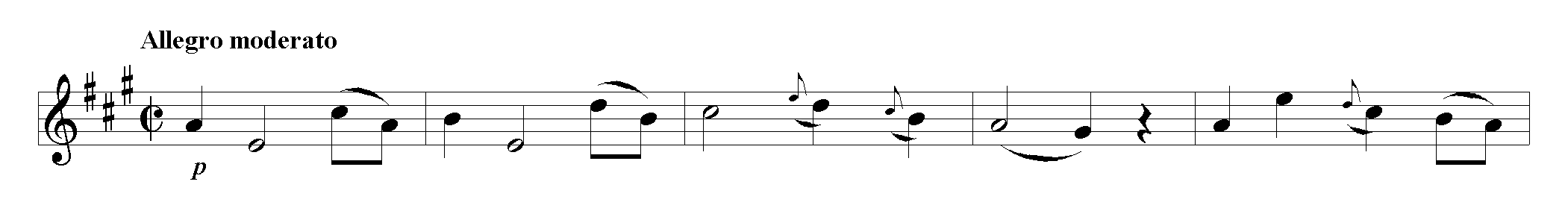
Симфонія № 14 (Моцарт), початок

## Ноти і література
- Ноти [Архівовано 25 березня 2012 у Wayback Machine.] на IMSLP
- Mozart, Wolfgang Amadeus; Giglberger, Veronika (preface), Robinson, J. Branford (transl.) (2005). Die Sinfonien III.. Kassel: Bärenreiter-Verlag. p. X. ISMN M-006-20466-3